# Olivier Asselin
Pour les articles homonymes, voir Asselin.
Olivier Asselin est scénariste et réalisateur. Il enseigne également l’histoire de l’art et le cinéma à l’Université de Montréal.

## Biographie
Olivier Asselin a fait des études en arts visuels (Université d’Ottawa) et en histoire de l’art (Université de Montréal et Université de Paris 8).
Il réalise plusieurs longs métrages dont La liberté d'une statue (qui se présente comme un vieux film muet doublé en direct depuis la cabine de projection et fait un retour sur la préhistoire du cinéma avec l'invention de l'héliogravure et du paléophone), Le siège de l'âme (qui, situé dans une ville imaginaire de la fin du 19e siècle, examine les rapports singuliers qu'entretenaient alors le spiritisme et les nouvelles sciences et technologies de l'électricité), The Last Days of Paris (qui se présente comme le journal filmé d'un écrivain américain qui suit une femme de New York à Paris en passant par Pompéi), Un capitalisme sentimental (qui, autour du krach de 1929, établit un parallèle entre la Bohème parisienne et le milieu de la finance new-yorkais, entre l’art moderne et la spéculation boursière) et Le Cyclotron (qui examine les relations entre les savants et le politique, entre mécanique quantique et incertitude morale dans le contexte de la Seconde Guerre mondiale).
Pour la télévision, il réalise Maîtres Anciens (une adaptation de la mise en scène de Denis Marleau d’après le texte de Thomas Bernhardt) et La fin de la voix (sur les opéras de Puccini et le développement de l’enregistrement du son et du cinéma). Il réalise aussi le court métrage Les Naissances du cinéma (scénarisé avec André Gaudreault), pour le Musée de la civilisation de Québec dans le cadre de l’exposition Paris en scène 1889-1914.
Il termine actuellement la réalisation de Necropolis : La Ville des fantômes, un jeu vidéo grandeur nature en réalité augmentée (librement inspiré du roman Le Château des Carpathes de Jules Verne).
Il a enseigné l’histoire de l’art à l’Université d’Ottawa (1988-98) et à l’Université Concordia (1998-2003). Depuis 2003, il enseigne l’histoire de l’art et le cinéma au Département d’histoire de l’art et d’études cinématographiques de l’Université de Montréal.

## Œuvre
Produit dans des conditions artisanales, La liberté d'une statue témoigne du goût d'Asselin pour les dispositifs narratifs élaborés et une approche résolument post-moderne. Le cinéaste y évoque l'invention du cinéma et des techniques d'enregistrement du son et de l'image, conviant Nicéphore Niépce et Charles Cros dans une fiction fantaisiste qui cite autant Méliès que Feuillade. S'y déploie déjà son champ thématique de prédilection, soit les liens entre l'art et la science dans le contexte de la fin de l'industrialisation et du capitalisme triomphant. La comédienne Lucille Fluet, véritable muse du cinéaste, y campe pour la première fois une femme naïve victime du cynisme masculin.
Sorti en 1997, Le siège de l'âme bénéficie d'un budget important et propose une intrigue se déroulant à la fin du XIXe siècle. Encore une fois, le film évoque l'histoire des techniques (ici l'invention de l'électricité) dans un cadre référentiel complexe renvoyant autant à l'égyptomanie qu'au roman policier anglais.
Un capitalisme sentimental montre comment une jeune artiste (interprétée par Lucille Fluet), en 1929, devient l'objet d'un pari cruel entre trois barons du capitalisme et finit par se retrouver au cœur du krach boursier. De Paris à New York, dans le grouillement des avant-gardes artistiques et de la frénésie financière, le film fait le lien avec La liberté d'une statue et repose sur une mise en scène exploitant l'artifice de manière ludique et inventive.

## Filmographie

### comme réalisateur
- 1990 : La liberté d'une statue
- 1997 : Le siège de l'âme
- 1997 : Maîtres anciens
- 2002 : La Fin de la voix
- 2008 : The Last Days of Paris
- 2008 : Un capitalisme sentimental
- 2013 : Les Naissances du cinéma
- 2016 : Le cyclotron[12],[6]
- 2018 : Necropolis : La Ville des fantômes

### comme scénariste
- 1990 : La Liberté d'une statue
- 1997 : Le Siège de l'âme
- 2002 : La Fin de la voix
- 2008 : The Last Days of Paris
- 2008 : Un capitalisme sentimental
- 2013 : Les Naissances du cinéma
- 2016 : Le Cyclotron
- 2018 : Necropolis : La Ville des fantômes

### comme acteur
- 1990 : La Liberté d'une statue : Pyrrhon

### comme directeur de la photographie
- 1990 : La Liberté d'une statue
- 2008 : The Last Days of Paris

### comme monteur
- 1990 : La Liberté d'une statue

## Récompenses et nominations

### Récompenses
- 1990 : La Liberté d’une statue : Prix L.-E.-Ouimet-Molson du meilleur long métrage décerné par l'Association québécoise des critiques de cinéma
- 1990 : La Liberté d’une statue : Mention spéciale du jury, Festival des films du monde
- 2017 : Le Cyclotron : Borsos Award Best Screenplay, Whistler Film Festival[13]
- 2017 : Le Cyclotron : Borsos Award Best Cinematography, Whistler Film Festival[13]
- 2017 : Le Cyclotron : Prix du jury au Festival du cinéma québécois à Cannes[14]

### Nominations
- 1990 : La Liberté d’une statue
- 1997 : Le Siège de l’âme
- Prix Jutra 2009 : Meilleur montage : Un Capitalisme sentimental
- Prix Gémeaux 1998 : Meilleure réalisation, émission dramatique : Maîtres anciens
- Prix Jutra 2018 : Meilleurs effets visuels : Le Cyclotron
- Prix écrans canadiens 2018 : Meilleurs effets visuels : Le Cyclotron

## Articles
- Olivier Asselin, « L’exposition du cinéma : fragments d’une histoire locale et globale », Perspective, 3 | 2008, 565-570 [Mis en ligne le 12 avril 2018, consulté le 28 janvier 2022. URL : http://journals.openedition.org/perspective/3308 ; DOI : https://doi.org/10.4000/perspective.3308].